# Maltańska 1. Division siatkarzy (2010/2011)
Maltańska Liga Siatkówki 2010/2011 – rozgrywki o mistrzostwo Malty organizowane przez Maltański Związek Piłki Siatkowej (ang. Malta Volleyball Association, MVA). Zainaugurowane zostały 10 października 2010 roku i trwały do 30 kwietnia 2011 roku. 
W sezonie 2010/2011 żaden maltański klub nie brał udziału w europejskich pucharach.

## System rozgrywek
W fazie zasadniczej drużyny grały po dwa mecze systemem kołowym. Mistrzem Malty została drużyna, która po rozegraniu wszystkich spotkań zdobyła największą liczbę punktów.

## Drużyny uczestniczące
| | Maltańska Liga Siatkówki 2010/2011 |   |
| --- | ---------------------------------- | - |
| VLT | Valletta San Antonio               | 1 |
| ALY | Aloysians Defenders                | 3 |
| | Nowi uczestnicy                    |   |
| ATD | Attard Tenovar                     |   |
| FDL | Fleur-de-Lys                       |   |
| IKN | Iklin                              |   |
| MGR | Mġarr                              |   |
| Oznaczenia: - kolumna pierwsza – skróty nazw drużyn wpisane na mapie (jeśli ta została zamieszczona), - kolumna trzecia – miejsce zajęte przez daną drużynę w poprzednim sezonie. |                                    |   |

## Hale sportowe
Wszystkie drużyny rozgrywają swoje spotkania w Cottonera Sports Complex w Paoli.

## Faza zasadnicza

### Tabela wyników
| Gospodarz \ Gość1    | ALY | ATD | FDL | IKN | MGR | VLT |
| Aloysians Defenders  |     | 3:0 | 3:0 | 3:1 | 3:0 | 0:3 |
| Attard Tenovar       | 0:3 |     | 1:3 | 3:0 | 3:0 | 0:3 |
| Fleur-de-Lys         | 2:3 | 0:3 |     | 3:0 | 3:0 | 0:3 |
| Iklin                | 0:3 | 0:3 | 0:3 |     | 3:2 | 0:3 |
| Mġarr                | 0:3 | 0:3 | 0:3 | 3:2 |     | 0:3 |
| Valletta San Antonio | 3:0 | 3:2 | 3:0 | 3:0 | 3:0 |     |

Źródło: 
1 Drużyna gospodarzy jest wymieniona po lewej stronie tabeli.
Kolory:
  zwycięstwo gospodarzy 3:0 lub 3:1
  zwycięstwo gospodarzy 3:2
  zwycięstwo gości 3:0 lub 3:1
  zwycięstwo gości 3:2

### Terminarz i wyniki spotkań
|  |  | 1. KOLEJKA |  |
|  |  | ---------- |  |

| 17.10.2010 | Aloysians Defenders  | 3:1 (25:16, 25:19, 20:25, 25:11)        | Iklin                |
| 10.10.2010 | Mġarr                | 0:3 (22:25, 15:25, 13:25)               | Fleur-de-Lys         |
| 24.10.2010 | Attard Tenovar       | 0:3 (21:25, 22:25, 18:25)               | Valletta San Antonio |
|            |                      | 2. KOLEJKA                              |                      |
| 24.10.2010 | Aloysians Defenders  | 3:0 (25:16, 25:16, 25:18)               | Mġarr                |
| 07.11.2010 | Valletta San Antonio | 3:0 (25:11, 25:6, 25:14)                | Iklin                |
| 07.11.2010 | Attard Tenovar       | 1:3 (21:25, 26:28, 28:26, 12:25)        | Fleur-de-Lys         |
|            |                      | 3. KOLEJKA                              |                      |
| 14.11.2010 | Fleur-de-Lys         | 0:3 (21:25, 13:25, 22:25)               | Valletta San Antonio |
| 14.11.2010 | Iklin                | 3:2 (23:25, 23:25, 25:12, 26:24, 15:12) | Mġarr                |
| 13.11.2010 | Attard Tenovar       | 0:3 (11:25, 14:25, 23:25)               | Aloysians Defenders  |
|            |                      | 4. KOLEJKA                              |                      |
| 27.11.2010 | Valletta San Antonio | 3:0 (25:16, 25:10, 25:10)               | Mġarr                |
| 21.11.2010 | Fleur-de-Lys         | 2:3 (26:24, 25:21, 15:25, 23:25, 15:17) | Aloysians Defenders  |
| 05.12.2010 | Aloysians Defenders  | 0:3 (14:25, 16:25, 21:25)               | Valletta San Antonio |
|            |                      | 5. KOLEJKA                              |                      |
| 12.12.2010 | Iklin                | 0:3 (16:25, 16:25, 16:25)               | Attard Tenovar       |
| 05.12.2010 | Mġarr                | 0:3 (17:25, 18:25, 9:25)                | Attard Tenovar       |
| 19.12.2010 | Fleur-de-Lys         | 3:0 (25:14, 25:19, 25:22)               | Iklin                |

|  |  | 6. KOLEJKA |  |
|  |  | ---------- |  |

| 02.04.2011 | Iklin                | 0:3 (18:25, 6:25, 19:25)                | Aloysians Defenders  |
| 20.02.2011 | Fleur-de-Lys         | 3:0 (25:15, 25:16, 25:16)               | Mġarr                |
| 20.02.2011 | Valletta San Antonio | 3:2 (23:25, 26:28, 25:11, 25:14, 15:7)  | Attard Tenovar       |
|            |                      | 7. KOLEJKA                              |                      |
| 05.03.2011 | Mġarr                | 0:3 (17:25, 20:25, 17:25)               | Aloysians Defenders  |
| 19.03.2011 | Iklin                | 0:3 (15:25, 13:25, 22:25)               | Valletta San Antonio |
| 09.04.2011 | Fleur-de-Lys         | 0:3 (21:25, 17:25, 23:25)               | Attard Tenovar       |
|            |                      | 8. KOLEJKA                              |                      |
| 12.03.2011 | Valletta San Antonio | 3:0 (25:20, 25:18, 26:24)               | Fleur-de-Lys         |
| 30.04.2011 | Mġarr                | 3:2 (25:13, 21:25, 25:20, 22:25, 15:11) | Iklin                |
| 20.03.2011 | Aloysians Defenders  | 3:0 (25:22, 25:18, 25:10)               | Attard Tenovar       |
|            |                      | 9. KOLEJKA                              |                      |
| 27.03.2011 | Mġarr                | 0:3 (8:25, 15:25, 20:25)                | Valletta San Antonio |
| 27.03.2011 | Aloysians Defenders  | 3:0 (25:20, 25:10, 29:27)               | Fleur-de-Lys         |
| 10.04.2011 | Valletta San Antonio | 3:0 (25:21, 25:17, 25:23)               | Aloysians Defenders  |
|            |                      | 10. KOLEJKA                             |                      |
| 10.04.2011 | Attard Tenovar       | 3:0 (25:12, 25:12, 28:26)               | Iklin                |
| 03.04.2011 | Attard Tenovar       | 3:0 (25:12, 25:15, 25:16)               | Mġarr                |
| 17.04.2011 | Iklin                | 0:3 (16:25, 20:25, 22:25)               | Fleur-de-Lys         |

### Tabela
| Lp. | Drużyna              | Pkt | Mecze | Mecze | Mecze | Rodzaj wyniku | Rodzaj wyniku | Rodzaj wyniku | Rodzaj wyniku | Rodzaj wyniku | Rodzaj wyniku | Sety | Sety | Sety  | Małe punkty | Małe punkty | Małe punkty |
| Lp. | Drużyna              | Pkt | M     | W     | P     | 3:0           | 3:1           | 3:2           | 2:3           | 1:3           | 0:3           | wyg. | prz. | stos. | zdob.       | str.        | stos.       |
| --- | -------------------- | --- | ----- | ----- | ----- | ------------- | ------------- | ------------- | ------------- | ------------- | ------------- | ---- | ---- | ----- | ----------- | ----------- | ----------- |
| 1   | Valletta San Antonio | 30  | 10    | 10    | 0     | 9             | 0             | 1             | 0             | 0             | 0             | 30   | 2    | 15    | 790         | 536         | 1.47        |
| 2   | Aloysians Defenders  | 26  | 10    | 8     | 2     | 6             | 1             | 1             | 0             | 0             | 2             | 24   | 9    | 2.67  | 773         | 627         | 1.23        |
| 3   | Attard Tenovar       | 20  | 10    | 5     | 5     | 5             | 0             | 0             | 1             | 1             | 3             | 18   | 15   | 1.2   | 709         | 689         | 1.03        |
| 4   | Fleur-de-Lys         | 20  | 10    | 5     | 5     | 4             | 1             | 0             | 1             | 0             | 4             | 17   | 16   | 1.06  | 744         | 714         | 1.04        |
| 5   | Iklin                | 12  | 10    | 1     | 9     | 0             | 0             | 1             | 1             | 1             | 7             | 6    | 29   | 0.21  | 612         | 829         | 0.74        |
| 6   | Mġarr                | 12  | 10    | 1     | 9     | 0             | 0             | 1             | 1             | 0             | 8             | 5    | 29   | 0.17  | 573         | 806         | 0.71        |

Źródło: 
Punktacja: zwycięstwo – 3 pkt, porażka – 1 pkt
Zasady ustalania kolejności: 1. liczba punktów; 2. stosunek setów; 3. stosunek małych punktów; 4. bilans w bezpośrednich meczach

## Klasyfikacja końcowa
| Lp. | Drużyna              |
| --- | -------------------- |
| 1   | Valletta San Antonio |
| 2   | Aloysians Defenders  |
| 3   | Attard Tenovar       |
| 4   | Fleur-de-Lys         |
| 5   | Iklin                |
| 6   | Mġarr                |

| Mistrzostwo          |
| -------------------- |
| Valletta San Antonio |
| Puchar               |
| Valletta San Antonio |

## Statystyki
| Kolejka Runda | Sety | Średnio na mecz | Małe punkty | Średnio na set |
| ------------- | ---- | --------------- | ----------- | -------------- |
| 1             | 10   | 3,33            | 427         | 42,70          |
| 2             | 10   | 3,33            | 422         | 42,20          |
| 3             | 11   | 3,67            | 464         | 42,18          |
| 4             | 11   | 3,67            | 453         | 41,18          |
| 5             | 9    | 3,00            | 372         | 41,33          |
| 6             | 11   | 3,67            | 439         | 39,91          |
| 7             | 9    | 3,00            | 390         | 43,33          |
| 8             | 11   | 3,67            | 465         | 42,27          |
| 9             | 9    | 3,00            | 390         | 43,33          |
| 10            | 9    | 3,00            | 379         | 42,11          |
| Razem         | 100  | 3,33            | 4201        | 42,01          |